# Pro Evolution Soccer 6
Pro Evolution Soccer 6 (скорочено PES 6) — відеогра жанру спортивного симулятора, продовження серії Pro Evolution Soccer, розроблена японською компанією Konami Computer Entertainment Tokyo і вперше випущена Konami 2006 року.

## Оцінки й відгуки
Загалом відеогра отримала схвальні відгуки, зокрема на вебсайті-агрегаторі Metacritic, де PES 6 отримала 86 балів зі 100 від критиків, та 8,9 бала з 10 від гравців.